# Закулін
Закулін (пол. Zakulin) — село в Польщі, у гміні Лишковиці Ловицького повіту Лодзинського воєводства.
Населення — 164 особи (2011).
У 1975-1998 роках село належало до Скерневицького воєводства.

## Демографія
Демографічна структура станом на 31 березня 2011 року:
|          | Загалом | Допрацездатний вік | Працездатний вік | Постпрацездатний вік |
| -------- | ------- | ------------------ | ---------------- | -------------------- |
| Чоловіки | 82      | 19                 | 49               | 14                   |
| Жінки    | 82      | 18                 | 37               | 27                   |
| Разом    | 164     | 37                 | 86               | 41                   |